# Canton de Talence
Le canton de Talence est une circonscription électorale française située dans le département de la Gironde et la région Nouvelle-Aquitaine.

## Géographie
Ce canton est organisé autour de Talence, dans l'arrondissement de Bordeaux. Son altitude varie de 9 m (Talence) à 31 m (Talence) pour une altitude moyenne de 29 m.

## Histoire
Le canton de Talence a été créé par décret du 13 juillet 1973.
Un nouveau découpage territorial de la Gironde (département) entre en vigueur à l'occasion des premières élections départementales suivant le décret du 20 février 2014. Les conseillers départementaux sont, à compter de ces élections, élus au scrutin majoritaire binominal mixte. Les électeurs de chaque canton élisent au Conseil départemental, nouvelle appellation du Conseil général, deux membres de sexe différent, qui se présentent en binôme de candidats. Les conseillers départementaux sont élus pour 6 ans au scrutin binominal majoritaire à deux tours, l'accès au second tour nécessitant 12,5 % des inscrits au 1er tour. En outre la totalité des conseillers départementaux est renouvelée. Ce nouveau mode de scrutin nécessite un redécoupage des cantons dont le nombre est divisé par deux avec arrondi à l'unité impaire supérieure si ce nombre n'est pas entier impair, assorti de conditions de seuils minimaux. Dans la Gironde, le nombre de cantons passe ainsi de 63 à 33. 
Le nouveau canton de Talence est formé de la commune de Talence et d'une fraction de la commune de Bègles. Il est entièrement inclus dans l'arrondissement de Bordeaux. Le bureau centralisateur est situé à Talence.

## Représentation

### Représentation avant 2015
| Période      | Période                    | Identité                | Étiquette    | Qualité                                                                         |
| ------------ | -------------------------- | ----------------------- | ------------ | ------------------------------------------------------------------------------- |
| 1973         | 1979                       | Marcel Thomas           | SFIO puis PS | Ancien conseiller général du Canton de Bordeaux-4                               |
| 1979         | 1985                       | Yves Buffet             | PS           | Médecin généraliste, conseiller municipal de Talence                            |
| 1985         | 1998                       | Alain Cazabonne         | UDF          | Ancien gérant de société Maire de Talence (1994-2017)                           |
| 1998         | 2004                       | Yves Buffet             | PS           | Médecin généraliste, conseiller municipal de Talence                            |
| 2004         | septembre 2013 (démission) | Gilles Savary           | PS           | Consultant affaires européennes Député européen (1999-2009), député (2012-2017) |
| octobre 2013 | mars 2015                  | Denise Greslard Nédélec | PS           | Conseillère municipale de Talence                                               |

### Représentation après 2015
| Période élective | Période élective | Mandat | Mandat           | Identité                | Nuance | Nuance | Qualité |
| ---------------- | ---------------- | ------ | ---------------- | ----------------------- | ------ | ------ | --- |
| 2015             | 2021             | 2015   | 2021             | Arnaud Dellu            |        | PS     | conseiller municipal de Talence jusqu'en 2021 (décès) Président de la commission Finances et budget du Département de la Gironde |
| 2015             | 2021             | 2015   | 2021             | Denise Greslard Nédélec |        | PS     | conseillère municipale de Talence Vice-présidente du Département de la Gironde, chargée des Politiques de l'insertion            |
| 2021             | 2028             | 2021   | en cours         | Bruno Béziade           |        | EELV   | Directeur d'école retraité, Bègles                                                                                               |
| 2021             | 2028             | 2021   | 2024 (démission) | Maud Dumont             |        | EELV   | Attachée parlementaire de Monique de Marco                                                                                       |
| 2021             | 2028             | 2024   | en cours         | Christine Quélier       |        | EELV   | Conseillère municipale de Talence                                                                                                |

### Résultats détaillés

#### Élections de mars 2015
À l'issue du 1er tour des élections départementales de 2015, deux binômes sont en ballottage : Alain Cazabonne et Dominique Iriart (Union de la Droite, 32,27 %) et Arnaud Dellu et Denise Greslard Nédélec (PS, 26,44 %). Le taux de participation est de 49,3 % (12 902 votants sur 26 170 inscrits) contre 50,54 % au niveau départemental et 50,17 % au niveau national.
Au second tour, Arnaud Dellu et Denise Greslard Nédélec (PS) sont élus avec 53,9 % des suffrages exprimés et un taux de participation de 47,08 % (6 169 voix pour 12 323 votants et 26 177 inscrits).

#### Élections de juin 2021
Le premier tour des élections départementales de 2021 est marqué par un très faible taux de participation (33,26 % au niveau national). Dans le canton de Talence, ce taux de participation est de 33,73 % (9 648 votants sur 28 604 inscrits) contre 33,41 % au niveau départemental. À l'issue de ce premier tour, deux binômes sont en ballottage : Bruno Beziade et Maud Dumont (binôme écologiste, 27,94 %) et Roukia Abderemane et Mathieu Joyon (Union à droite, 24,85 %).
Le second tour des élections est marqué une nouvelle fois par une abstention massive équivalente au premier tour. Les taux de participation sont de 34,36 % au niveau national, 33,6 % dans le département et 33,59 % dans le canton de Talence. Bruno Beziade et Maud Dumont (binôme écologiste) sont élus avec 56,86 % des suffrages exprimés (5 011 voix pour 9 610 votants et 28 611 inscrits),,. 

## Composition

### Composition avant 2015
Le canton de Talence comprenait la seule commune de Talence.
| Nom                 | Code Insee | Codepostal | Superficie (km2) | Population (dernière pop. légale) | Densité (hab./km2) |
| ------------------- | ---------- | ---------- | ---------------- | --------------------------------- | ------------------ |
| Talence (chef-lieu) | 33522      | 33400      | 8,35             | 41 358 (2012)                     | 4 953              |

### Composition à partir de 2015
| Nom                             | Code Insee | Intercommunalité   | Superficie (km2) | Population (dernière pop. légale)               | Densité (hab./km2) | Modifier                                    |
| ------------------------------- | ---------- | ------------------ | ---------------- | ----------------------------------------------- | ------------------ | ------------------------------------------- |
| Talence (bureau centralisateur) | 33522      | Bordeaux Métropole | 8,35             | 45 869 (2022)                                   | 5 493              | modifier les données · modifier les données |
| Bègles                          | 33039      | Bordeaux Métropole | 9,96             | Fraction : 6 705 (2022) Commune : 30 968 (2022) | 3 109              | modifier les données · modifier les données |
| Canton de Talence               | 3331       |                    |                  | 52 574 (2022)                                   |                    | modifier les données                        |

Le nouveau canton de Talence comprend :
1. la commune de Talence,
2. la partie de la commune de Bègles située à l'ouest d'une ligne définie par l'axe des voies suivantes : ligne de chemin de fer, avenue du Professeur-Bergonié, rue Ferdinand-Buisson, avenue Saint-Paulin, rue Charles-Lamoureux, rue Albert-et-Elisabeth-Dupeyron, rue Berthelot, rue Faugères, rue Louis-Braille.

## Démographie

### Démographie avant 2015
| 1975   | 1982   | 1990   | 1999   | 2006   | 2011   | 2012   |
| ------ | ------ | ------ | ------ | ------ | ------ | ------ |
| 34 127 | 34 692 | 34 485 | 37 210 | 40 920 | 40 763 | 41 358 |

### Démographie depuis 2015
En 2022, le canton comptait 52 574 habitants, en évolution de +6,2 % par rapport à 2016 (Gironde : +6,91 %, France hors Mayotte : +2,11 %).
| 2013   | 2018   | 2022   |
| ------ | ------ | ------ |
| 48 195 | 49 398 | 52 574 |